# Platymeris
Platymeris is een geslacht van wantsen uit de familie van de Reduviidae (Roofwantsen). Het geslacht werd voor het eerst wetenschappelijk beschreven door Laporte in 1832.

## Soorten
Het genus bevat de volgende soorten:

- Platymeris biguttata (Linnaeus, 1767)
- Platymeris charon Jeannel, 1917
- Platymeris erebus Distant, 1902
- Platymeris flavipes Bergroth, 1920
- Platymeris guttatipennis Stål, 1859
- Platymeris insignis Germar & Brendt, 1856
- Platymeris kavirondo Jeannel, 1917
- Platymeris laevicollis Distant, 1919
- Platymeris nigripes Villiers, 1944
- Platymeris pyrrhula Germar, 1837
- Platymeris rhadamanthus Gerstaecker, 1873
- Platymeris rufipes Jeannel, 1917
- Platymeris swirei Distant, 1919